# Open du Paraguay
L’Open du Paraguay est une compétition de taekwondo organisée annuellement par la Confédération Paraguayenne de Taekwondo. Ce tournoi est un événement majeur dans le calendrier international du fait de son label « WTF-G1 ».

## Palmarès hommes
| WTF-G1 | WTF-G1          | WTF-G1       | WTF-G1       | WTF-G1       | WTF-G1        | WTF-G1         | WTF-G1       | WTF-G1            |
| Année  | -54 kg          | -58 kg       | -63 kg       | -68 kg       | -74 kg        | -80 kg         | -87 kg       | +87 kg            |
| ------ | --------------- | ------------ | ------------ | ------------ | ------------- | -------------- | ------------ | ----------------- |
| 2015   | César Rodríguez | Cha Tae-moon | Lucas Guzman | Isaac Torres | Jorge Alvarez | René Lizárraga | Misael López | Maicon de Andrade |

## Palmarès femmes
| WTF-G1 | WTF-G1           | WTF-G1     | WTF-G1       | WTF-G1     | WTF-G1       | WTF-G1         | WTF-G1         | WTF-G1     |
| Année  | -46 kg           | -49 kg     | -53 kg       | -57 kg     | -62 kg       | -67 kg         | -73 kg         | +73 kg     |
| ------ | ---------------- | ---------- | ------------ | ---------- | ------------ | -------------- | -------------- | ---------- |
| 2015   | Carolina Bezerra | Kim Da-Hwi | Talisca Reis | Kim So-hee | Julia Santos | Alexis Arnoldt | María Espinoza | An Sae-bom |